# Juan Carlos Bacileff Ivanoff
Juan Carlos Bacileff Ivanoff (Juan José Castelli, 1 de enero de 1949) es un abogado y político que ejerció como gobernador en funciones de la  Provincia del Chaco desde el 20 de noviembre de 2013 hasta el 26 de febrero de 2015, debido a la licencia de Jorge Capitanich, solicitada a la Cámara de Diputados del Chaco para el cargo de Jefe de Gabinete de la Nación. Se desempeñó como vicegobernador en dos períodos consecutivos, desde el 10 de diciembre de 2007 al 10 de diciembre de 2015.

## Biografía
Proveniente de una familia de origen búlgaro, nació en Juan José Castelli, provincia de Chaco, donde ejerció como abogado y comenzó su carrera política en 2001, accediendo a una banca en la Cámara de Diputados Provincial por el Partido Justicialista chaqueño, hasta el año 2005.
El 16 de septiembre de 2007, Elecciones provinciales 2007, fue elegido como vicegobernador de la Provincia del Chaco, acompañando a Jorge Capitanich, y posteriormente fue reelecto en las Elecciones provinciales 2011 del 18 de septiembre de 2011, nuevamente acompañando a Capitanich.
En 2013 durante el segundo mandato de Jorge Capitanich, lo reemplazó como gobernador en ejercicio de la provincia del Chaco.